# Saxifraga elatinoides
Saxifraga elatinoides là một loài thực vật có hoa trong họ Saxifragaceae. Loài này được Hand.-Mazz. miêu tả khoa học đầu tiên năm 1923.